# Посадница
Поса́дница — деревня в Колчановском сельском поселении Волховского района Ленинградской области.

## История
Деревня Посадница упоминается на карте Санкт-Петербургской губернии Ф. Ф. Шуберта 1834 года.

ПОСАДНИЦЫ — деревня принадлежит статскому советнику Петрашевскому, число жителей по ревизии: 13 м. п., 9 ж. п. (1838 год)

На карте Ф. Ф. Шуберта 1844 года она отмечена как деревня Посадница.

ПОСАДНИЦЫ — деревня генерал-адъютанта Философова и княгини Мышецкой, по просёлочной дороге, число дворов — 21, число душ — 46 м. п. (1856 год)

ПОСАДНИЦА — деревня владельческая при реке Сяси, число дворов — 23, число жителей: 52 м. п., 61 ж. п.; Часовен православных две. (1862 год)

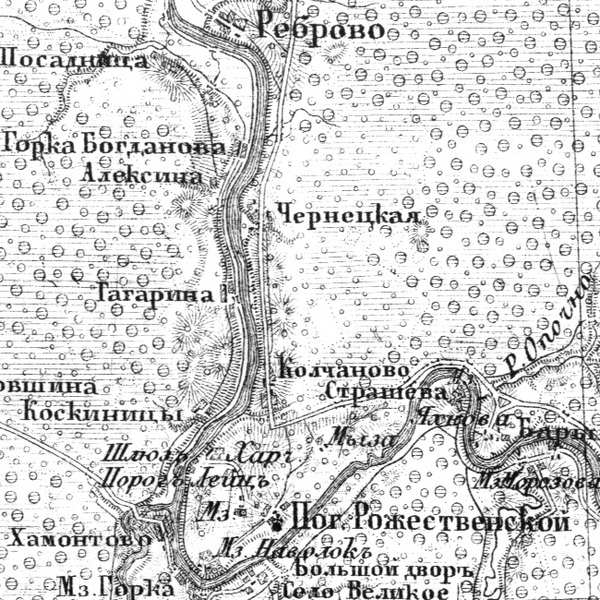
Деревня Посадница на карте Ф. Ф. Шуберта 1872 года

В 1884 году временнообязанные крестьяне деревни выкупили свои земельные наделы у Е. Г. Манцевой и стали собственниками земли.
В конце XIX — начале XX века деревня административно относилась к Хамонтовской волости 2-го стана Новоладожского уезда Санкт-Петербургской губернии.
По данным «Памятной книжки Санкт-Петербургской губернии» за 1905 год деревня Посадница входила в Ребровское сельское общество.
С 1922 по 1923 год деревня Посадница входила в состав Посадницкого сельсовета Колчановской волости Волховского уезда.
С 1923 года в составе Ребровского сельсовета.
С 1927 года в составе Волховского района.
По данным 1933 года деревня  Посадница входила в состав Ребровского сельсовета Волховского района.
В 1939 году население деревни Посадница составляло 342 человека.
С 1946 года в составе Новоладожского района.
С 1954 года в составе Алексинского сельсовета.
В 1958 году население деревни Посадница составляло 239 человек.
С 1960 года в составе Колчановского сельсовета.
С 1963 года в составе Волховского района.
По данным 1966, 1973 и 1990 годов деревня  Посадница также входила в состав Колчановского сельсовета.
В 1997 году в деревне Посадница Колчановской волости проживали 84 человека, в 2002 году — 87 человек (русские — 97 %).
В 2007 году в деревне Посадница Колчановского СП — 77, в 2010 году — 84 человека.

## География
Деревня расположена в центральной части района на автодороге 41К-197 (Колчаново — Сясьстрой).
Расстояние до административного центра поселения — 2 км.
Расстояние до ближайшей железнодорожной станции Колчаново — 3 км.
Деревня находится на левом берегу реки Сясь.

## Демография
| 1838 | 1862 | 1997 | 2002 | 2007 | 2010 | 2013 |
| ---- | ---- | ---- | ---- | ---- | ---- | ---- |
| 22   | ↗113 | ↘84  | ↗87  | ↘77  | ↗84  | ↗101 |
| 2017 |      |      |      |      |      |      |
| ↘87  |      |      |      |      |      |      |

### Национальный состав
По данным Всероссийской переписи населения 2021 года в деревне проживали 79 человек, из них:
 русские — 76, украинцы — 2, таджики — 1 человек.

## Улицы
Новосёлов, Петрушевская.